# ليف كارلسون
ليف كارلسون (بالسويدية: Leif Carlsson)‏ هو مدير عام سويدي، ولد في 18 فبراير 1965 في Ludvika ‏ في السويد.

## وصلات خارجية
- ليف كارلسون على موقع دوري الهوكي الوطني (الإنجليزية)
- ليف كارلسون على موقع EliteProspects.com (الإنجليزية)
- ليف كارلسون على موقع Eurohockey.com (الإنجليزية)
- ليف كارلسون على موقع HockeyDB.com (الإنجليزية)